# ベンガル (俳優)
ベンガル（本名：柳原 晴郎〈やなぎはら はるを〉、1951年〈昭和26年〉8月17日 - ）は、日本の俳優、タレント。別名：柳原 ハルヲ。東京都出身。劇団東京乾電池所属。所属事務所はノックアウト。
身長170cm、血液型はAB型。2018年に妻と離婚。

## 人物・来歴
中野区立丸山小学校 （現・緑野小学校）、中野区立第十一中学校（現・緑野中学校）、城北高等学校（水球部在籍）、日本大学商学部卒業。
大学在学中、演劇雑誌に舞台芸術学院の生徒募集の記事を偶然見つけたのがきっかけで演劇の世界へ飛び込む。
学院で学んだのち、当初は自由劇場で舞台活動を行っていた。
退団後、1976年に柄本明や綾田俊樹と劇団東京乾電池を結成。結成後、すぐに『ひらけ!ポンキッキ』『笑ってる場合ですよ!』と立て続けに出演したことでテレビドラマなどへも進出した。
1986年からは『あぶない刑事』に田中文男刑事（落としのナカさん）役で出演し、コミカルなキャラクターが当たり役となり、全国区の知名度を獲得。
芸名は唐十郎演出の舞台『ベンガルの虎』が由来（公演を見て感動し、1シーンのモノマネをよくしていたのを見た演劇仲間である柄本と高田純次からあだ名され、芸名に至った）。

## 出演

### テレビドラマ

#### NHK
- 連続テレビ小説
  - まんさくの花（1981年）
  - オードリー（2000年） - 中内俊也
  - てるてる家族（2003年） - 小山少佐
  - あまちゃん（2013年） - 監督
- 土曜ドラマ（NHK）
  - 地球をダメにする50のかんたんな方法（1992年） - 平山課長
- 腕におぼえあり 第6話「内儀の腕」（1992年） - 塚原左内
- バック・トゥ・ザ・ギャートルズ・デイズ（1994年） - ロシ将官
- 拝啓自治会長殿（1995年）
- 大河ドラマ
  - 功名が辻（2006年） - 荒木村重
  - 龍馬伝（2010年） - 岡本寧浦
  - 軍師官兵衛（2014年） - 別所賀相
  - いだてん〜東京オリムピック噺〜（2019年） - 田島錦治
  - 麒麟がくる（2020年） - 芳仁
- ひとがた流し（2007年） - 足立徹
- クラシックミステリー 名曲探偵アマデウス（2008年） - 星二鉄
- トップセールス（2008年） - 小山田部長
- 派遣のオスカル〜 『少女漫画』に愛をこめて（2009年） - 庄司公孝
- まっつぐ〜鎌倉河岸捕物控〜（2010年） - 瓢箪の猪左衛門
- 美女と男子 第2回「大物新人、誕生?」（2015年4月21日） - 飯塚監督
- ボクの妻と結婚してください。 第5話「バレちゃった!」（2015年6月7日） - 放射線技師
- まんまこと〜麻之助裁定帳〜 第2回「万年、青いやつ」（2015年7月23日） - 玉木屋吾平
- 初恋芸人（2016年） - 兼子三郎
- 伝七捕物帳 - 藤助
  - 伝七捕物帳（2016年5月13日 - 7月1日）
  - 伝七捕物帳2（2017年8月4日 - 9月22日）
- スニッファー ウクライナの私立探偵（2016年） - 大門社長
- おしい刑事（NHK BSプレミアム） - 増岡則夫
  - 第2回「甘い恋と殺人事件」（2019年5月12日）
  - 第3回「押井刑事危機一髪」（2019年5月19日）
- BSプレミアムドラマ 拾われた男 Lost Man Found（2022年、BSプレミアム・ディズニープラス） - ベンガル（本人役）[4]
- 定年退食（2023年） - 奈良山首相
- 団地のふたり（2024年、NHK BS・NHK BSプレミアム4K） - 東山徹生

#### 日本テレビ
- 若草学園物語（1983年）
- あぶない刑事（1986 -1989、 1998年） - 田中文男（落としのナカさん）
- キャッツ・アイ ミッドナイトは恋のアバンチュール（1988年） - 犬鳴署課長・海部浩
- 奇兵隊（1989年） - 陳
- 八百八町夢日記（1991年） - 又八
- せいぎのみかた（1997年） - 北野
- 新・俺たちの旅 Ver.1999（1999年） - 竹内健太郎
- バカヤロー!2000 ニッポン人の怒りが爆発する!!「前向きが何だ!」（2000年3月29日）
- 警視庁鑑識班2004（2004年） - 赤塚良平
- サボテン・ジャーニー（2004年） - お遍路姿のおじさん
- 野ブタ。をプロデュース（2005年） - 本当おじさん
- anego[アネゴ]（2005年） - 野田茂太
- 神はサイコロを振らない（2006年） - 神蔵竜蔵
- らんぼう（2007年） - 矢野祐介
- 1ポンドの福音（2008年） - 高山会長
- 東京大空襲（2008年） - 上野上官
- 金曜ロードSHOW!
  - 人生がときめく片づけの魔法（2013年） - 磯田健太郎
- お助け屋☆陣八（2013年） - 坂本忠文
- 東京バンドワゴン〜下町大家族物語（2013年） - 祐円
- 遺産相続弁護士 柿崎真一 Last Request 6「鍵」（2016年8月11日、読売テレビ） - 桃山桃太郎
- 3年A組-今から皆さんは、人質です-（2019年1月6日 - 3月10日） - 市村浩一
- オクトー 〜感情捜査官 心野朱梨〜 第7話「動機なき殺人。全ての感情を捨てた女」（2022年8月18日、読売テレビ） - 川瀬洋和
- ゼイチョー〜『払えない』にはワケがある〜 第2話（2023年10月21日） - 玉木譲[5]
- 日本テレビ開局70年スペシャルドラマ「テレビ報道記者〜ニュースをつないだ女たち〜」（2024年3月5日、日本テレビ） - 小林賢二[6]
- 火曜サスペンス劇場
  - 赤い記憶（1985年） - 下川松吉
  - エンゲージリング（1986年）
  - 土地狂乱殺人事件（1987年）
  - 殺意の団欒（1990年）
  - 女監察医・室生亜季子13「犯罪性なし」（1993年3月16日） - 白井一也
  - 警部補 佃次郎（1996年 - 2005年） - 石堂寛
  - 松本清張スペシャル・恐喝者（1997年2月25日） - 山口弁護士
  - 弁護士・朝日岳之助9「プラス「一」の悲劇」（1997年3月4日） - 三村周平
  - 女検事・霞夕子11「家族写真」（1997年7月22日） - 平山泰三
  - 禁じられた二人（2000年） - 吉岡雄司
  - 地方記者・立花陽介18「津軽弘前通信局」（2002年4月23日） - 小菅雅志
  - 警視庁鑑識班（2003 - 2005年） - 赤塚良平
  - 京都金沢花咲爺殺人事件（2004年4月20日） - 寺内清隆

#### TBS
- ビートたけしの学問ノススメ（1984年） - 青山医師
- 私を深く埋めて（1984年7月14日） - 法月
- 塀の中の懲りない面々２　希望の出所篇 (1988年) - 懲役囚
- 泥だらけの純情（1991年）
- 僕が彼女に、借金をした理由。（1994年）
- 失業白書（1997年、CBC） - 赤津良治
- こちら第三社会部 第1話「カムバック」（2001年10月8日） - 吉住為茂
- 水戸黄門
  - 第30部 第2話「やんちゃ坊主が仲間入り -足利-」（2002年1月14日） - 松本昇山
  - 第43部 第7話「家族愛にまさる宝なし -藤枝-」（2011年8月15日） - 松葉屋長兵衛
- こちら本池上署 - 前島恭平
  - 第1シリーズ（2002年7月8日 - 9月16日）
  - 第2シリーズ（2003年4月14日 - 7月21日）
  - 第3シリーズ（2004年1月12日 - 3月22日）
  - 第4シリーズ（2004年10月11日 - 12月27日）
  - 第5シリーズ（2005年6月13日 - 9月12日）
- スイート10〜最後の恋人〜（2008年） - 松本良介
- Tomorrow〜陽はまたのぼる〜 第3話「暴かれた医療ミス〜そして、親子の絆〜」（2008年7月20日） - 村上伸介
- あの戦争は何だったのか 日米開戦と東條英機（2008年） - 東都新聞・政治部デスク
- 浅見光彦〜最終章〜 第1話「恐山・十和田湖・弘前 編」（2009年10月21日） - 石井刑事
- 松本清張生誕100年スペシャル・中央流沙（2009年、MBS）
- ハンチョウ〜神南署安積班〜（2010年） - 山下宏介
- 花嫁の父（2012年1月8日） - 田中三芳
- とんび（2013年） - 尾藤社長
- 確証〜警視庁捜査3課 第2話「3課の流儀 取り戻したい大切なもの」（2013年4月22日） - 六郷文也
- 深夜食堂（2014年、MBS） - 平賀良男
- 神奈川県厚木市 ランドリー茅ヶ崎（2016年、MBS） - 近（こん）さん
- 監獄のお姫さま - 勝田孝保
  - 第4話「秘密」（2017年11月7日）
  - 第8話「葛藤」（2017年12月5日）
- 集団左遷!! 第1話「俺達に明日はない!? ノルマ100億に挑め! ド根性男の奇跡始動」（2019年4月21日） - 鶴田育夫
- 月曜ドラマスペシャル→月曜ミステリー劇場→月曜ゴールデン→月曜名作劇場
  - 十津川警部シリーズ（渡瀬恒彦版）
    - 十津川警部シリーズ7「豪華特急トワイライト殺人事件」（1995年1月2日） - 丸山英一
    - 十津川警部シリーズ24「伊豆の海に消えた女」（2002年1月8日） - 丸山警部補

  - 浅見光彦シリーズ
    - 浅見光彦シリーズ3「隅田川殺人事件」（1995年4月24日） - 前川刑事
    - 浅見光彦シリーズ16「坊っちゃん殺人事件」（2001年9月24日） - 波戸雄二郎

  - バスガイド愛子3「恋は神代の昔から」（1995年11月27日）
  - 名探偵キャサリン4「清少納言殺人事件」（1998年1月5日） - 沢田雅夫
  - 検視官江夏冬子6「京都女人伝説殺人事件」（2001年8月20日） - 伏見修造
  - ホステス探偵危機一髪4（2002年3月11日） - 長山昭夫
  - 狼女の子守唄（2002年12月16日） - 篠村刑事
  - 探偵 左文字進8「鶴富姫伝説」（2003年9月29日） - 坂田公一
  - 自治会長 糸井緋芽子 社宅の事件簿7（2006年3月30日） - 萩本慎平
  - 税務調査官・窓際太郎の事件簿 - 横田博司
    - 税務調査官・窓際太郎の事件簿18（2009年4月20日）
    - 税務調査官・窓際太郎の事件簿20（2010年3月22日）

  - 医師・円城寺修I「杜の都の死刑囚」（2011年12月5日） - 本橋宗男
  - 警視庁心理捜査官・明日香 - 田辺博道
    - 警視庁心理捜査官・明日香1（2011年2月28日）
    - 警視庁心理捜査官・明日香2（2012年2月13日）
    - 警視庁心理捜査官・明日香3（2013年1月7日）
    - 警視庁心理捜査官・明日香4（2014年6月16日）
    - 警視庁心理捜査官・明日香5（2016年5月16日）

  - 警視・深町征爾 - 高見沢彰
    - 警視・深町征爾1「狼は天使の匂い」（2012年1月30日）
    - 警視・深町征爾2「殺人者にラブソングを」（2013年7月8日）

  - 世田谷駐在刑事 - 山吹昭夫
    - 世田谷駐在刑事1（2012年6月18日）
    - 世田谷駐在刑事2（2014年4月7日）
    - 世田谷駐在刑事3（2015年8月10日）

  - 血痕4 警科研・湯川愛子の鑑定ファイル（2013年6月17日） - 杉山晴彦
  - 十津川警部シリーズ6「日光・恋と裏切りの鬼怒川」（2018年9月10日） - 石野刑事（内藤剛志版）
  - 西園寺さんは家事をしない 第2話 (2024年7月16日) - 岡田社長

#### フジテレビ
- 翔んだカップル（1980年）
- 嫁がず、出もどり、小姑（1981 - 1982年） - 臼田久作
- セーラー服と機関銃（1982年） - 黒木刑事
- 月曜ドラマランド
  - みゆき（1986年） - 山本講師
  - ないしょのハーフムーン（1987年） - 五木記者
- 熱っぽいの!（1988年）
- 奇妙な出来事（1990年）
- 裸の大将 第44話「清とベンガラの花嫁」（1990年、関西テレビ） - 後藤功夫
- 世にも奇妙な物語
  - 「バカばっかりだ!」（1991年） - 相馬幹男
  - 「開かずの踏切」（1991年）
  - 「ハイ・ヌーン」（1992年）
- 金曜ドラマシアター
  - 実録犯罪史シリーズ 新説・三億円事件（1991年）
- 金曜エンタテイメント
  - 京都祇園入り婿刑事事件簿（1997年 - ） - 服部
  - 年の差カップル刑事1「お父さんは許しません」（1998年10月23日） - 金山敏彦
  - 浅見光彦シリーズ8「平家伝説殺人事件」（1999年7月2日） - 橋本刑事課長
  - おだまりコンビシリーズ（1999 - 2002年） - 津川広明
  - 温泉名物女将!湯の町事件簿（2001 - 2006年） - 中山刑事
- 金曜プレステージ
  - 十津川刑事の肖像1（2009年） - 横森雅志
  - ドルチェ（2012年） - 宮田洋平
  - 松本清張没後20年特別企画・疑惑（2012年） - 木下保
  - 強行犯係・魚住久江〜ドルチェ2（2013年） - 宮田洋平
- 金曜プレミアム
  - 赤い霊柩車36（2016年） - 西島清
- 鬼平犯科帳（1991年） - もんどりの亀太郎
- 悪いこと（1992年）
- 約束の夏（1992年） - 藤堂
- 花の咲く家（1993年）
- 銭形平次（1995年） - 伊三郎
- 学校の怪談（1997年）
- 3番テーブルの客（1997年）
- お仕事です!（1998年）
- 隠密奉行朝比奈 第2シリーズ第4話「復讐の紋様 唐津絵皿は語る」（1999年） - 長田多門
- 盤嶽の一生 第2話「絵図面の謎」（2002年、フジテレビ）- 傘屋の紋次
- HERO 特別編（2006年） - 小森拓郎
- 裸の大将放浪記（2007年） - 勝沼
- しゃばけ（2007年） - 見越の入道
- ガリレオΦ（エピソードゼロ）（2008年） - 所沢三郎
- アタシんちの男子（2009年） - 菊池一輝
- 新・美味しんぼ（2009年） - 相川料理長
- 任侠ヘルパー（2011年） - 立花浩平
- 破婚の条件（2011年） - 大宮刑事課長
- リッチマン、プアウーマン（2012年）
- 松本清張ドラマスペシャル・死の発送（2014年） - 臼田与一郎
- BARレモン・ハート（2015年、BSフジ） - 松田一郎
- ただいま 大須商店街（2019年1月2日、東海テレビ / 2019年3月31日、BSフジ） - 杉山大作[7]
- アライブ がん専門医のカルテ 第6話「がんの標準治療と民間療法」（2020年2月13日） - 土方徳介
- 院内警察 第2話（2024年1月19日） - 岩井幸吉

#### テレビ朝日
- 代表取締役刑事（1991年）
- ツインズ教師（1993年） - 菅原純夫
- はぐれ刑事純情派
  - 第6シリーズ 第11話「死体の手に印鑑！マイホームを夢見た男」（1993年） - 田代孝志
  - 第7シリーズ 第21話「三行広告の女！電子手帖の記憶」（1994年） - 黒田憲一
  - 第11シリーズ 最終話「偽証の罠!? 職安で狙われた男」（1998年）
  - 第15シリーズ 第17話「お子様ランチ殺人事件!? 高齢出産の女」（2002年） - 曽根雄太郎
- Change!（1995年） - 佐竹孝行
- 将軍の隠密!影十八（1996年） - 猪之吉
- いとしの未来ちゃん（1997年）
- なっちゃん家（1997年） - なつこの父
- はみだし刑事情熱系 PART2 第10話「涙の離婚記念日 愛と憎しみの銃弾！」（1997年12月17日） - 田島弘樹
- 京都迷宮案内（1999年） - 中根景信
- 京都潜入捜査官 THE SLIPPERS（2000年） - 望月祐介
- ダムド・ファイル（2003年） - 吉田耕太郎
- 新・科捜研の女3 第5話「偽りの血痕！殺意と競演した女」（2006年8月10日） - 佐野オーナー
- 警視庁捜査一課9係
  - 年末スペシャル（2006年） - 奥田順之助
  - 新・警視庁捜査一課9係 season2 第9話「二つの血痕」（2010年8月25日） - 片山治
- 白虎隊 (2007年のテレビドラマ)（2007年） - 神保内蔵助
- 相棒
  - season6 最終話「黙示録」（2008年3月19日） - 茂手木進弁護士
  - season20 第8話「操り人形」（2021年12月8日） - 梶原太一
- 警官の血（2009年） - 吉川武雄
- 京都地検の女 第5シリーズ 最終話「主婦の勘への挑戦！夜歩いた死体の謎!!」（2009年6月18日） - 浦沢豊秋
- 夏子と天才詐欺師たち（2010年） - 猿山一郎
- 王様の家（2011年） - 野間口大介
- 桑潟幸一准教授のスタイリッシュな生活（2012年） - 桜木正和
- オリンピックの身代金（2013年） - 「櫻寿司」大将
- 白銀ジャック（2014年） - 増淵康英
- 死神くん 最終話「さらば優しい死神!! 最期は僕の傍にいて」（2014年6月20日） - 蓑島譲二
- 明日の君がもっと好き（2018年） - 松尾繁也
- 警視庁・捜査一課長 season3 第6話「100メートル25秒…逃げ足の遅い女!? 殺意の社員マラソン!!」（2018年5月17日） - 荒井輝路
- コタローは1人暮らし 第8話（2021年6月12日、テレビ朝日） - 狩野宏（進の伯父）
- 家政夫のミタゾノ 第5シリーズ 第6話（2022年5月27日） - 森田勉
- 土曜ワイド劇場
  - こちら禅寺探偵局1（1993年） - 福田警部補
  - 美人キャスター殺人事件（1993年） - 佐竹昇
  - お祭り弁護士・澤田吾朗3（2002年） - 塚本幸治
  - おかしな刑事
    - 第1作（2003年） - 星田耕介
    - 第21作（2019年） - 根岸良朗

  - 棟居刑事の捜査ファイル・ガラスの恋人（2005年1月29日） - 山野邦臣
  - 警視庁捜査一課強行犯七係（2005年） - 塚越正春
  - 終着駅シリーズ20（2006年10月28日） - 地引運転手
  - 刑事殺し 完結編（2009年） - 兵頭忠夫
  - 牟田刑事官VS終着駅の牛尾刑事そして事件記者冴子11（2012年） - 松岡刑事
  - 鉄道捜査官15（2015年） - 多田刑事
  - 温泉 (秘) 大作戦16（2015年） - 間島吉純
  - 監察官・羽生宗一4（2016年） - 今治秀夫

#### テレビ東京
- 参上! 天空剣士 第2話「謎の財宝を守れ!」（1990年）
- 月影兵庫あばれ旅（1990年） - 銀平
- 2ndハウス（2006年） - ベンガル座長
- 刺客請負人（2007年） - 妹尾主馬
- 経済ドキュメンタリードラマ ルビコンの決断（2009年） - 宇都宮健児
- モリのアサガオ（2010年） - 谷崎俊幸
- 忠臣蔵〜その義その愛（2012年） - 蟹沢横梅
- 孤独のグルメ Season3 第12話（2013年9月25日） - だるまや主人 役
- 保育探偵25時〜花咲慎一郎は眠れない!!〜 第7話「夢追い娘を捨てた母…25年後因縁再会と涙の真相」（2015年2月27日） - 留置所の看守
- テミスの剣（2017年） - 国枝警部
- 春の新作ミステリー更生補導員・深津さくら 殺人者の来訪 〜告解者〜（2017年） - 竹多次郎
- 執事 西園寺の名推理 第7話「殺人疑惑の警察犬!? 遺体にはナゾの歯形…犯人を暴く犬との絆」（2018年6月1日） - 松本正
- デザイナー 渋井直人の休日 - 内田茂造（モード内田）
  - 第9話「渋井直人の彼女」（2019年3月14日）
  - 第10話「渋井直人の窮地」（2019年3月21日）
  - 第11話「渋井直人の仲間」（2019年3月28日）
  - 最終話「渋井直人の休日」（2019年4月4日）
- ソロ活女子のススメ 第2話「ソロ動物園とソロ水族館」（2021年4月9日） - 飼育員
  - ソロ活女子のススメ4 第6話「ソロミュージアムでカハクガールズに『明るい未来』を」（2024年5月9日） - 博物館ボランティア[8]
- 女と愛とミステリー
  - 脅迫者（2001年） - 嶋刑事
  - 保険調査員・蒲田吟子2（2001年） - 豊原敏明
  - 信濃のコロンボ事件ファイル2（2002年） - 猪俣警部補
  - 優雅な悪事2（2003年） - 黒田伸一
- 水曜ミステリー9
  - 猪熊夫婦の駐在日誌2（2007年） - 大西耕太郎
  - シロクマ園長 命の事件簿（2007年 - ） - 岡村次郎
  - 神楽坂署生活安全課（2008年 - ） - 安達楓
  - さすらい署長 風間昭平8（2008年） - 倉田副署長
  - 温泉女将ふたりの事件簿1（2012年） - 森本肇
  - 負け組法律事務所（2015年） - 前納規夫
  - 特命おばさん検事! 花村絢乃の事件ファイル4（2015年） - 松田貞行
- 月曜プレミア8
  - 越境捜査（2020年4月20日） - 村田滋
  - 大川と小川の休日捜査（2024年9月30日） - 井本清造[9]
- かしましめし 第5話・最終話（2023年5月8日・29日、テレビ東京） - 相沢 役
- カプカプ 第5話（2024年12月26日） - ケン[10]
- 法廷のドラゴン 第4話（2025年2月7日） - 海老原徹一[11]

#### WOWOW
- 一応の推定（2009年）　- 保険代理店・水野
- 闇の伴走者（2015年） - 阿島文哉
  - 闇の伴走者〜編集長の条件（2018年3月31日 - 4月28日） - 阿島文哉[12]
- コートダジュールN゜10 第3話「恩返し」（2017年12月4日） - 謎の男[13]
- 川のほとりで（2021年） - BB
- ペンションメッツア『ひとりになりたい』（2021年） - 小川
- ダブルチート 偽りの警官 Season2（2024年） - 廣瀬実篤[14][15]
- 1972 渚の螢火（2025年10月19日〈予定〉 - ） - 喜屋武幸勇[16]

### Webドラマ
- つばめ刑事（2019年、ひかりTVほか） - 球団幹部
- 季節のない街（2023年8月9日、ディズニープラス『スター』） - たんばさん[17]

### 映画
- Mrジレンマン 色情狂い（1979年） - 野口
- 下落合焼とりムービー（1979年）
- 男はつらいよ 旅と女と寅次郎（1983年） - 吉岡
- トロピカルミステリー 青春共和国（1984年） - 石井竜太
- カポネ大いに泣く（1985年） - 中国人
- 結婚案内ミステリー（1985年） - 深田栄一
- ビッグマグナム 黒岩先生（1985年） - 中山春彦
- 大奥十八景（1986年） - 隼の完次
- そろばんずく（1986年） - 海鮮料理屋主人
- マルサの女（1987年） - マンションの男
- あぶない刑事シリーズ - 田中文男
  - あぶない刑事（1987年）
  - またまたあぶない刑事（1988年）
  - もっともあぶない刑事（1989年）
  - あぶない刑事リターンズ（1996年）
  - あぶない刑事フォーエヴァーTHE MOVIE（1998年）
  - まだまだあぶない刑事（2005年）
  - さらば あぶない刑事（2016年）
  - 帰ってきた あぶない刑事（2024年）[18]
- ラブ・ストーリーを君に（1988年） - 上杉剛
- 異人たちとの夏（1988年） - タクシーの運転手
- バカヤロー!2 幸せになりたい。（1989年） - 堀田義也
- 北京的西瓜（1989年） - 堀越春三
- ZIPANG （1990年） - 刀番・研造
- 病院へ行こう（1990年） - 牛丸
- 3-4X10月 （1990年） - 武藤（大友組幹部）
- どっちもどっち （1990年） - 泥棒
- きんぴら （1990年） - 渋崎太助
- 獅子王たちの夏（1991年） - 釣具店のオヤジ
- あさってDANCE（1991年） - 唐笑孤鬼
- 青春デンデケデケデケ（1992年） - 藤原孝行
- 遠き落日（1992年） - 堀
- 病は気から 病院へ行こう2（1992年） - 岩久保孝
- わが愛の譜 滝廉太郎物語（1993年） - 島崎赤太郎
- はるか、ノスタルジィ（1993年） - 紀宮あきら
- 僕らはみんな生きている（1993年） - 井関修次郎
- ヤマトタケル（1994年） - ゲンブ
- 帝都物語外伝（1995年） - 西条院長
- あした（1995年） - 池之内勝
- ガメラ2 レギオン襲来（1996年） - 穂波碧の父
- SADA〜戯作・阿部定の生涯（1998年） - 立花佐之助
- 卓球温泉（1998年） - 弁天
- ゴジラ2000 ミレニアム（1999年） - 園田[2]
- あの、夏の日（1999年） - 白玉だんごを喰われる夫
- ウルトラシリーズ
  - ウルトラマンティガ・ウルトラマンダイナ&ウルトラマンガイア 超時空の大決戦（1999年） - 警官隊長
  - ウルトラマンゼロ THE MOVIE 超決戦!ベリアル銀河帝国（2010年） - グル
- 難波金融伝17 極道金融（2000年） - 水上悟
- 天国までの百マイル（2000年） - 野田弁護士
- 東京★ざんすっ 第1話「『優しさ』の国」（2001年）
- TRICK（2002年） - 神002番
- 劇場版 仮面ライダー龍騎 EPISODE FINAL（2002年） - タクシーの運転手　※友情出演
- 黄昏流星群 同窓会星団（2002年） - 山本
- なごり雪（2002年） - 水田
- 船を降りたら彼女の島（2003年） - 山下先生
- ALIVE（2003年） - 徳武
- 理由（2004年） - 宝井睦夫
- ウイニング・パス（2004年） - 坂田一郎
- 雨鱒の川（2004年） - 吉沢社長
- NANA（2005年） - 編集長
- 楽園 -流されて-（2005年）
- KARAOKE-人生紙一重-（2005年） - 坂本
- 男はソレを我慢できない（2006年） - おいちゃん
- ピーナッツ（2006年） - 草野務
- 県庁の星（2006年） - 来梄和好
- エンマ（2007年） - 韮崎康二郎
- ふるさとをください（2007年） - 片倉雄二郎
- 歌謡曲だよ、人生は（2007年） - 五郎丸隆俊
- やじきた道中 てれすこ（2007年） - 漁師
- チーム・バチスタの栄光（2008年） - 有働喜三郎
- 20世紀少年（2008年） - オリコー商会社長
- まぼろしの邪馬台国（2008年） - 岩崎伸一
- ハッピーフライト（2008年） - 馬場光輝
- ワカラナイ WHERE ARE YOU?（2009年）
- 誘拐ラプソディー（2010年） - 「斉藤工務店」の親方
- ゴールデンスランバー（2010年） - 轟静夫（ロッキー）
- かずら（2010年） - 富岡部長
- 雷桜（2010年） - 早坂門之助
- 太平洋の奇跡 -フォックスと呼ばれた男-（2011年） - 大城一雄
- 岳-ガク-（2011年）
- この空の花 長岡花火物語（2012年） - 中畑二郎教頭
- HOME 愛しの座敷わらし（2012年） - 川田支社長
- カラスの親指（2012年） - 質屋の店主
- 僕の中のオトコの娘（2012年） - 足立謙三
- みなさん、さようなら（2013年） - 山田泰二郎
- 飛べ!ダコタ（2013年） - 高橋源治
- THE NEXT GENERATION -パトレイバー-（2014年） - 樺山久蔵
- 0.5ミリ（2014年） - 斉藤末男
- アオハライド（2014年）
- マンゴーと赤い車椅子（2015年） - 野田清一郎
- 終わった人（2018年） - 工藤元一
- おけちみゃく（2018年） - 閻魔大王 ※綾田俊樹と共演
- 馬の骨（2018年） - 宝部郁雄
- 居眠り磐音（2019年） - 鉄五郎
- 愛のまなざしを（2021年）
- 99.9 -刑事専門弁護士- THE MOVIE（2021年12月30日） - 太田保 [19]
- ツユクサ（2022年4月29日）-勅使河原
- N - 紫の天使 -（2023年6月30日）
- 先生の白い嘘（2024年7月5日）[20]
- 仏師（2026年公開予定） - 松永慶哉[21]

### Vシネマ
- 実録・日本やくざ烈伝 義戦2 昇華篇（2001年） - 浜辺一郎

### 舞台
- 音楽劇『ダニー・ボーイ 〜いつも笑顔で歌を〜』（2016年10月 - 11月 / 東京国際フォーラムホールC、新歌舞伎座） - 桃山周／関根富男 役[22]
- 『本日も休診』（2021年11月12日～28日 ／明治座） - 蚕吉役

### バラエティ
- もんもんドラエティ
- オレたちひょうきん族
- 笑ってる場合ですよ!
- とんねるずのみなさんのおかげです
- ひらけ!ポンキッキ （1976年 - 1978年）
- 朝だ!生です旅サラダ - 2011年4月23日放送分で祖父母の故郷・隠岐を旅した。水若酢神社宮司の忌部家とは遠縁にあたる。

### CM
- エスビー食品 和風カレー（1980年）※柄本明と共演
- 松下電器産業（現・パナソニック）ザ・ディスコ（1980年）※高田純次・柄本明と共演。
- トヨタ・スプリンターカリブ（1982年）※綾田俊樹と共演
- 森永製菓
  - おっとっと（1983年）※綾田俊樹と共演
  - ミラクルアルファ（1984年）※綾田俊樹と共演
- 大正製薬 大正ゴキブリゾロゾロ（1988年）※菅原文太・野沢直子と共演
- ヤマダイ ニュータッチ手もみ風ラーメン
- 旭化成ホームズ ヘーベルハウス「sorakara」（2002年）
- 日本コカ・コーラ 颯爽（2004年）
- サントリー 伊右衛門（2006年）
- カウネット（2007年）

### ラジオ
- ベンガル・エルの夜のおふれあい（ニッポン放送、1980年 - 1981年）※大橋恵里子と共演